# Sarah Gilman
Sarah Gilman (Los Ángeles, California, 18 de enero de 1996) es una actriz estadounidense. Es conocida por interpretar a Delia Delfano en la serie de Disney Channel I Didn't Do It.

## Vida y carrera
Sarah Gilman nació el 18 de enero de 1996 y reside en Los Ángeles. Sus primeros trabajos como actriz fueron en el teatro. 
Interpretó papeles principales en musicales como Narnia, You're a Good Man, Charlie Brown y Alice. En 2011, hizo su debut cinematográfico en el cortometraje Hold for Laughs. Interpretó el papel principal de Margaret, una niña de 13 años que es intimidada en una escuela católica. 
Más tarde apareció como invitada en la serie de televisión Up All Night y Marvin Marvin. Desde 2012 ha tenido un papel recurrente como Cammy, la mejor amiga de Eve en la comedia Last Man Standing. El 18 de junio de 2013 se anunció que Gilman interpretaría un papel principal como Delia Delfano en la comedia de Disney Channel I Didn't Do It. El espectáculo terminó el 16 de octubre de 2015.
Gilman se graduó con honores de la Escuela Preparatoria Flintridge, donde también obtuvo la designación de Académica de Colocación Avanzada. Ella es atlética y jugó en una variedad de equipos deportivos escolares que incluyen voleibol, waterpolo, baloncesto, softbol y fútbol.
Ella fue la única niña en la historia de la escuela que completó el entrenamiento intenso requerido para jugar en el equipo de fútbol masculino Junior Varsity. El 1 de junio de 2014 se graduó de la escuela secundaria. 
Gilman comenzó a asistir a la Universidad del Sur de California en el otoño de 2014. Está estudiando producción cinematográfica, escritura de guiones y teatro. 
Se graduó con una licenciatura en artes en el 2019.

## Filmografía
| Año       | Título            | Personaje     | Notas                                    |
| --------- | ----------------- | ------------- | ---------------------------------------- |
| 2011      | Hold for Laughs   | Margaret      | Película corta                           |
| 2012      | Up All Night      | Jamie         | Episodio "Baby Fever"                    |
| 2012-2017 | Last Man Standing | Cammy Harris  | Personaje recurrente; 9 eps.             |
| 2013      | Marvin Marvin     | Hailey        | Episodio "Double Date"                   |
| 2014      | I Didn't Do It    | Delia Delfano | Personaje principal                      |
| 2015      | Jessie            | Delia Delfano | Episodio "The Ghostest with the Mostest" |
| 2018      | Daphne y Velma    | Velma Dinkley | Personaje principal                      |
| 2018      | Foursome          | Wynn          | Personaje principal (temp. 4)            |